# Guanfang, Hubei
Guanfang (kinesiska: 关防, 关防乡) är en sockenhuvudort i Kina. Den ligger i provinsen Hubei, i den centrala delen av landet, omkring 510 kilometer nordväst om provinshuvudstaden Wuhan. Antalet invånare är 16 882. Befolkningen består av 7 790 kvinnor och 9 092 män. Barn under 15 år utgör 16,0 %, vuxna 15-64 år 74 %, och äldre över 65 år 8,0 %.
Runt Guanfang är det ganska tätbefolkat, med 139 invånare per kvadratkilometer. Närmaste större samhälle är Jingyang, 18,4 km söder om Guanfang. I omgivningarna runt Guanfang växer i huvudsak blandskog.
Genomsnittlig årsnederbörd är 922 millimeter. Den regnigaste månaden är juli, med i genomsnitt 178 mm nederbörd, och den torraste är januari, med 6 mm nederbörd.